# Carmina Burana
Denna artikel handlar om den medeltida samlingen av handskrifter. För Carl Orffs tonsättning av texter ur denna samling, se Carmina Burana (Orff).

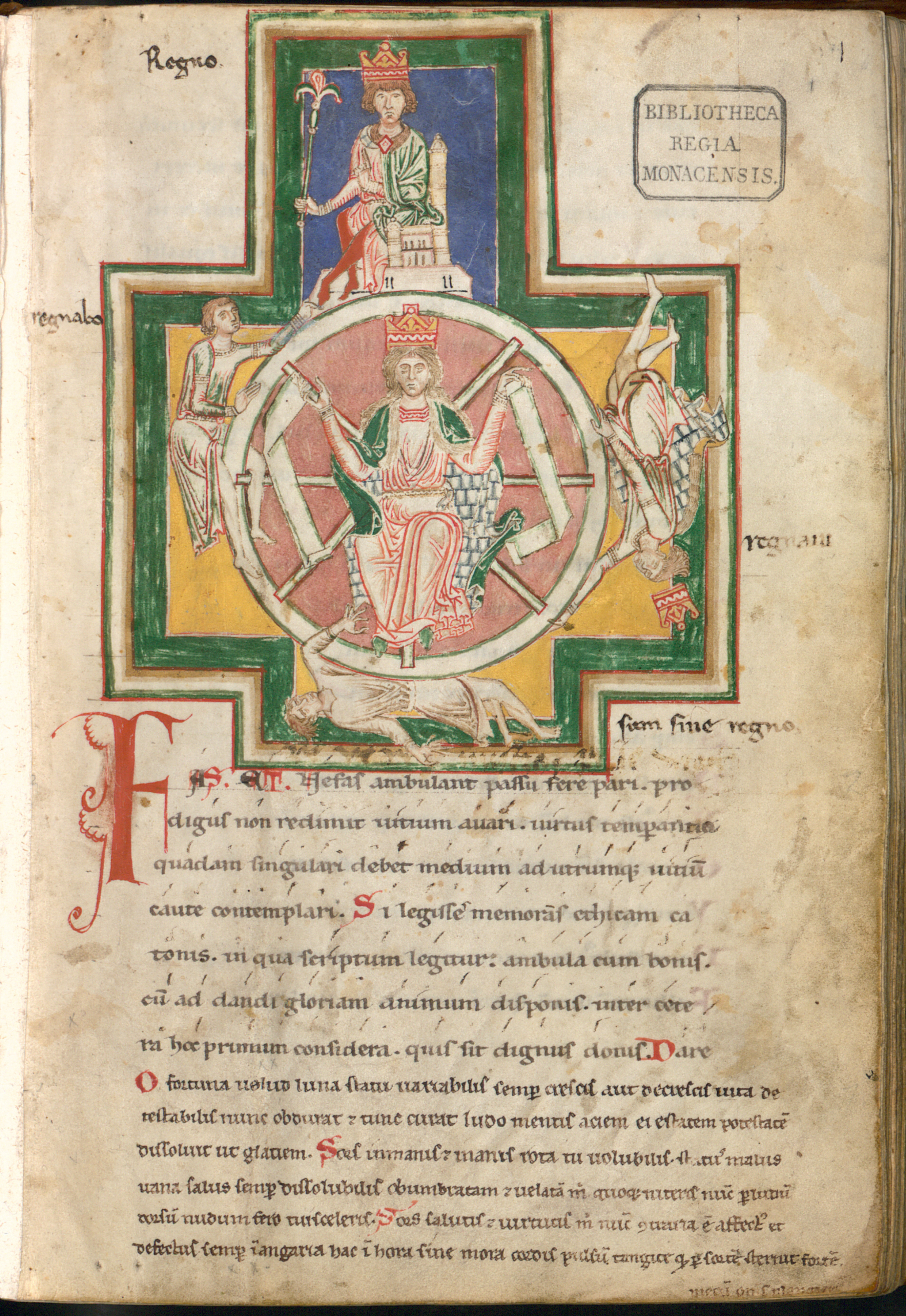
Carmina Burana: Lyckohjulet.

Carmina Burana (uttal ['karmɪna bɵ'rɑːna], med betoning på ca-; latin för "sånger från Beuern") är en samling på mer än 240 profana dikter och sånger i en medeltida handskrift. Carmina Burana kallas även Codex Buranus. Sång nummer 17, O Fortuna har kanske blivit mest känd genom att den inleder Carl Orffs tonsättning för kör och orkester.

## Historia
År 1803 hittade Johann Andreas Schmeller en samling handskrifter med dikter och sånger från omkring år 1230 i klostret i Benediktbeuern i Bayern. Flertalet av dikterna är kända från andra handskrifter, skrivna under 1100- och början av 1200-talet. Schmeller gav samlingen dess namn efter klostret där de hittades, men senare forskning visar att handskrifterna inte hade sitt ursprung där, utan klostret Seckau anses vara mer troligt. Schmeller sammanställde och gav ut Carmina Burana 1847. Handskrifterna förvaras sedan 1803 i Bayerska statsbiblioteket i München.

## Handskrifterna
Carmina Burana är skriven nästan uteslutande på latin, men vissa texter är på medeltidstysk dialekt och några bär spår av fornfranska. Samlingen har mer än 240 dikter och sånger, de flesta utan musiknotering. Den största delen av dikterna är skrivna av kringvandrande studenter, så kallade vaganter som hade latinet som sitt lingua franca, då både Katolska kyrkan och universiteten i västra Europa hade latin som gemensamt språk. Några av poeterna bakom dikterna är kända, till exempel Petrus Blesensis, Gualterus de Castellione, och den anonyme Archipoeta.

### Indelning

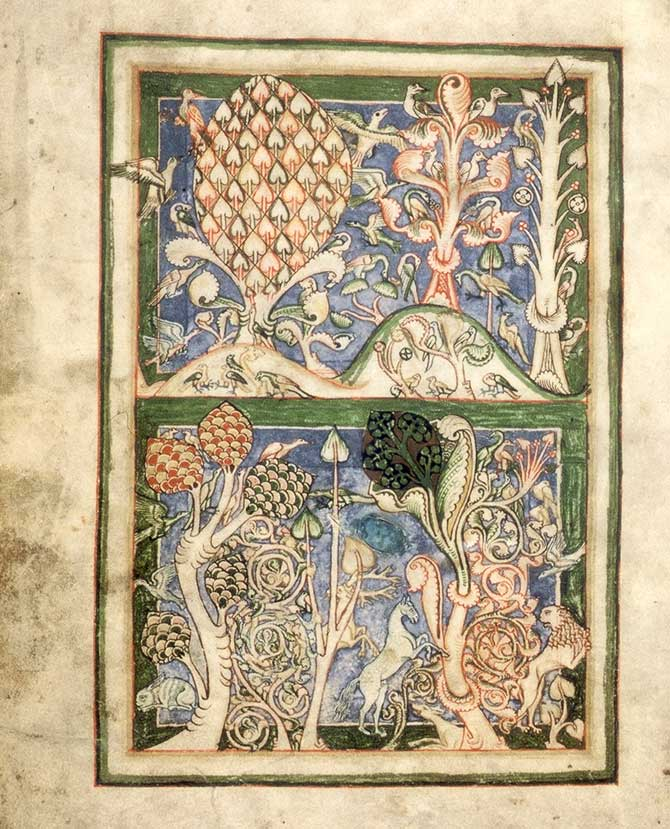
Illustrerad sida från Carmina Burana

Samlingen  är indelad i sex avsnitt:
| Carmina ecclesiastica       | Dikter med religiöst tema                                                        |
| Carmina moralia et satirica | Moralisk-satiriska dikter som öppet kritiserar överheten, särskilt prästerskapet |
| Carmina amatoria            | Kärlekssånger                                                                    |
| Carmina potoria             | Dryckesvisor med parodier                                                        |
| Ludi                        | Andligt drama                                                                    |
| Supplementum                | Varianter av de tidigare dikterna                                                |

## Urval av musik baserad på dessa texter
- Mellan 1935 och 1936 komponerade den tyske kompositören Carl Orff sitt mest kända verk "Carmina Burana", ett kör- och orkesterverk baserat på 24 dikter ur den medeltida diktsamlingen.
- År 2005 släppte den tyska medeltidsmusikgruppen Corvus Corax "Cantus Buranus", ett musikalbum med verk från originaltexterna.
- Datorrollspelet Final Fantasy VIIs mest kända musikstycke "One-Winged Angel" (komponerat av den japanske kompositören Nobuo Uematsu) använder texter från Carmina Burana (speciellt ifrån "O Fortuna", "Estuans interius", "Veni, veni, venias", och "Ave formosissima").
- Det svenska opera metal-bandet Therion släppte år 2000 sitt album "Deggial" där ett av spåren är Carl Orffs "O Fortuna".